# Pfeffingen
Pfeffingen (toponimo tedesco) è un comune svizzero di 2 363 abitanti del Canton Basilea Campagna, nel distretto di Arlesheim.

## Storia

### Simboli
Lo stemma comunale riprende il blasone della famiglia Wider che amministrò la signoria di Pfeffingen nel XIV e XV secolo.

## Monumenti e luoghi d'interesse

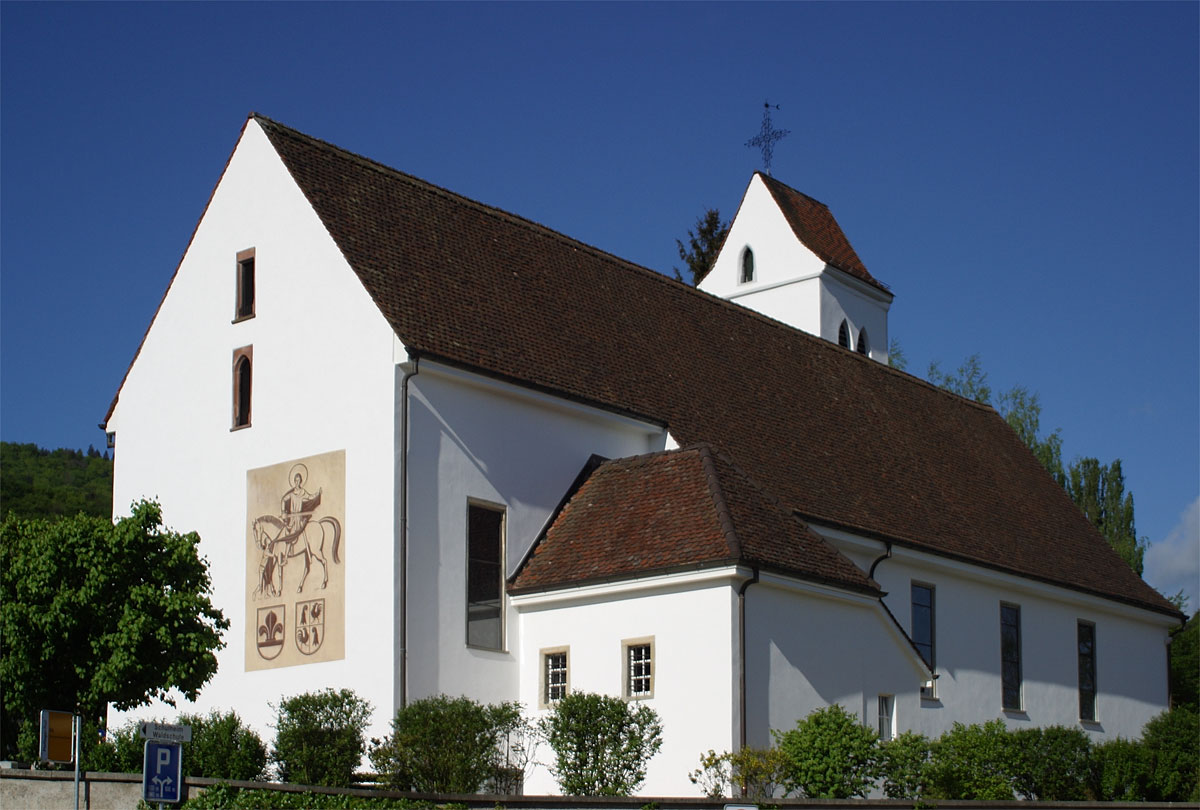
La chiesa cattolica di San Martino

- Chiesa cattolica di San Martino, eretta nel VII-VIII secolo e ricostruita nel XII, nel XIV e nel XVII secolo[2].
- Ruderi del Castello di Pfeffingen, la cui fondazione risale al XII secolo; in rovina dal secolo XVIII,  parte dei resti sono stati recentemente restaurati per l'accesso ai visitatori.

## Società

### Evoluzione demografica
L'evoluzione demografica è riportata nella seguente tabella:
Abitanti censiti

## Amministrazione
Ogni famiglia originaria del luogo fa parte del cosiddetto comune patriziale e ha la responsabilità della manutenzione di ogni bene ricadente all'interno dei confini del comune.